# Каорсо
Као́рсо (итал. Caorso, эмил.-ром. Caùrs) — коммуна в Италии, в регионе Эмилия-Романья, подчиняется административному центру Пьяченца.
Население составляет 4511 человек, плотность населения — 113 чел./км². Занимает площадь 40 км². Почтовый индекс — 29012. Телефонный код — 0523.
В коммуне особо празднуют Успение Пресвятой Богородицы. Праздник ежегодно отмечается 15 августа.